# DAF YP-104

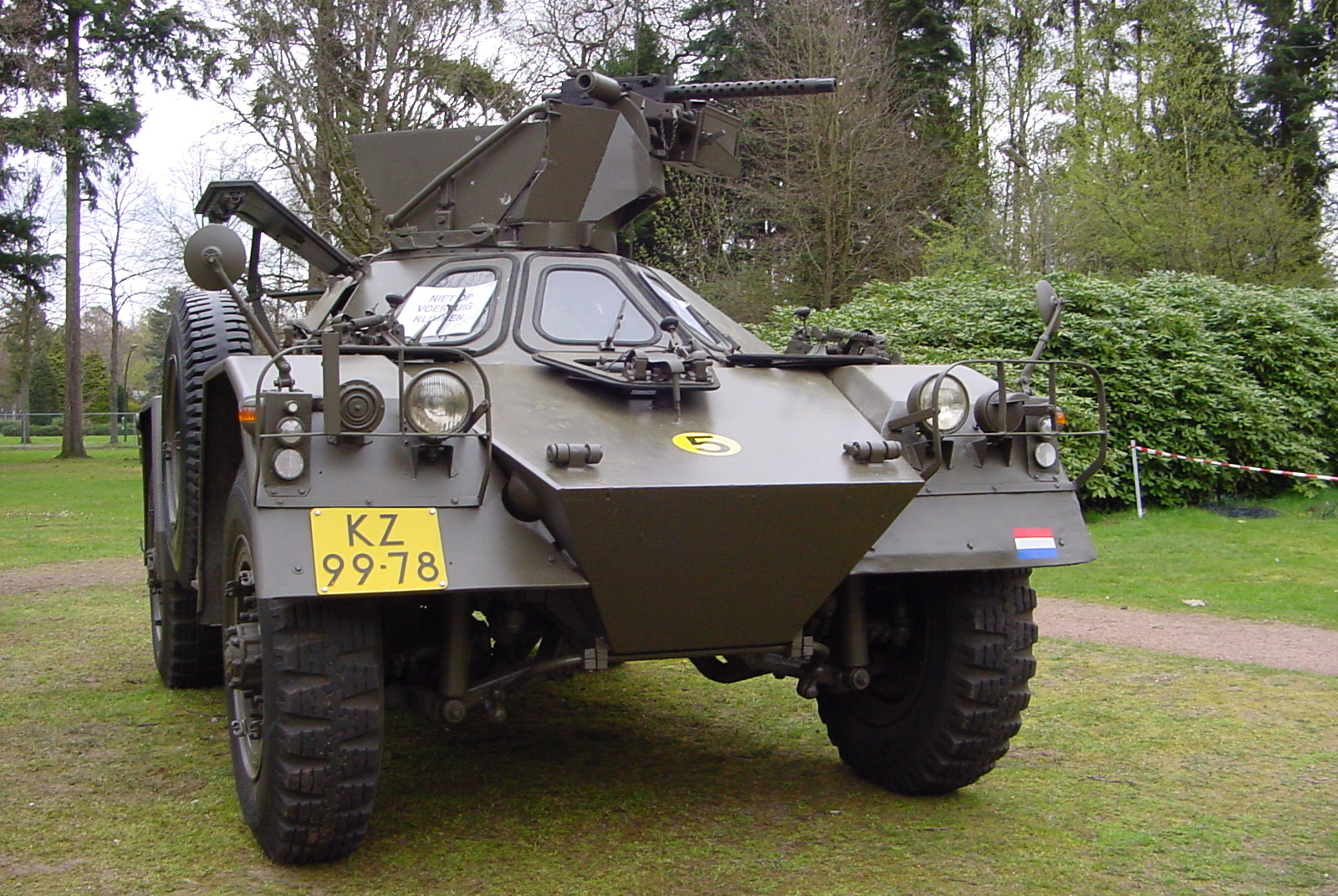
DAF YP-104

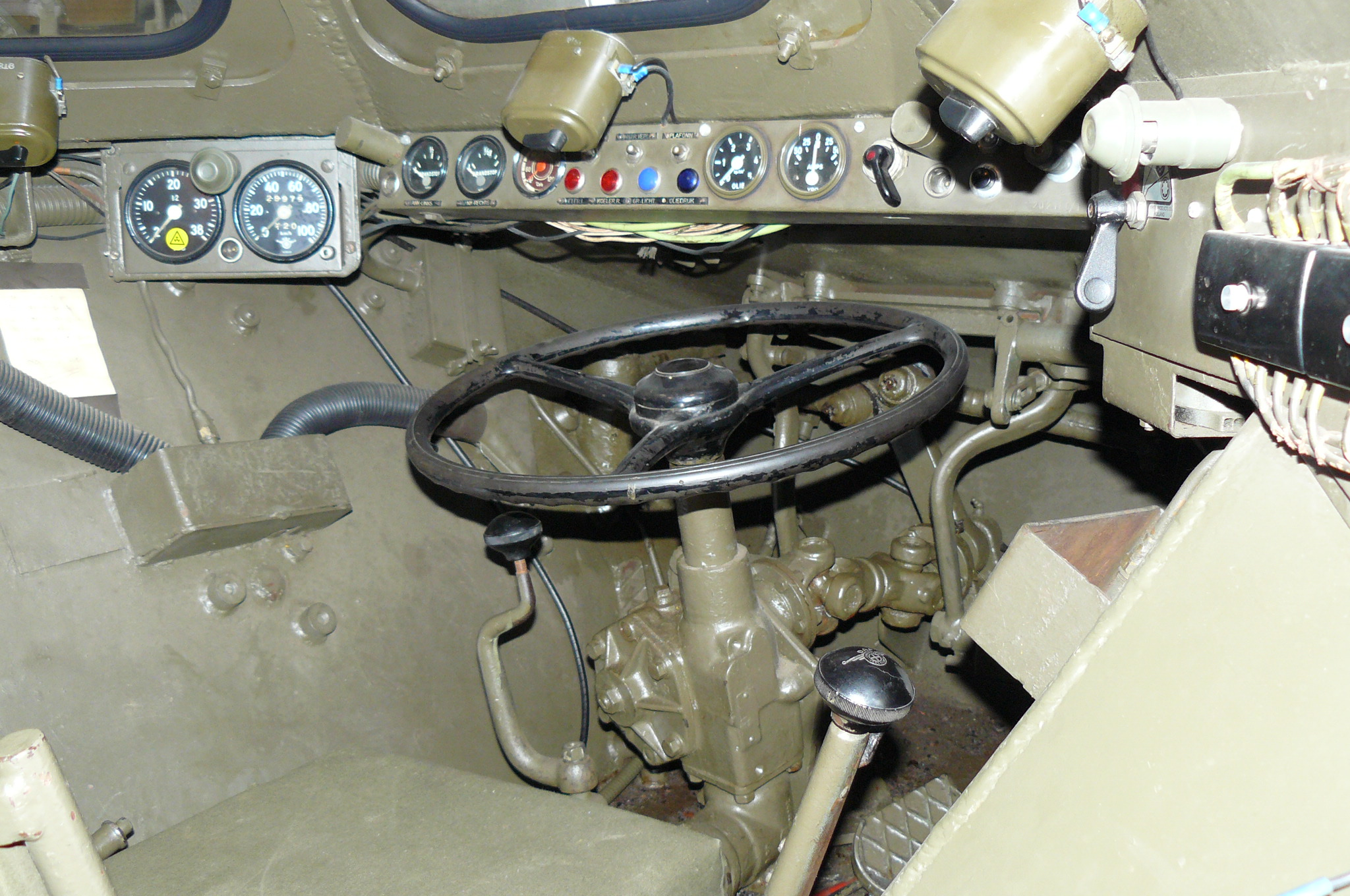
Bestuurdersgedeelte van de DAF YP-104

De DAF YP-104 is een prototype van een licht bepantserde vierwiel-aangedreven verkenningswagen van DAF. In de periode van 1960 tot medio 1962 heeft het Nederlandse leger het voertuig getest, maar niet besteld. Er zijn slechts twee exemplaren van gemaakt.

## Type aanduiding
De typeaanduiding (YP-104) is op de volgende manier samengesteld;
- Y = militair voertuig
- P = pantserwagen,
- 1 = laadvermogen in tonnen,
- 0 = de serie,
- 4= het aantal, draaiende, wielen

## Beschrijving
Het was erg klein met een lengte van zo'n vier meter en een bemanning van drie. Er was één commandant-schutter aangevuld met twee chauffeurs: zoals bij veel verkenningsvoertuigen is er namelijk een tweede naar achteren gerichte besturing zodat het voertuig als het op de vijand stuit onmiddellijk weer terug kan rijden. Er waren twee ramen aan de achterkant, net als de drie aan de voorkant voorzien van neerklapbare pantserluiken. Met een enkele hendelbeweging kon de hele versnellingsbak omgezet worden voor het "achteruitrijden". Wel werkten beide besturingen alleen op de normale voorwielen. Alle wielen waren onafhankelijk geveerd en de banden konden niet lek geschoten worden. De topsnelheid was 100 km/u (dus in beide richtingen). Als motor werd de Hercules JXLD zijklepbenzinemotor gekozen, een zescilinder die 131 pk opleverde bij 3200 toerenmin.
Het gewicht lag op 5,4 ton; gezien de kleine afmetingen was de YP-104 dus niet eens zo heel slecht bepantserd. Hoewel de specificaties luidden dat het slechts beschermd moest zijn tegen granaatscherven en lichte vuurwapens, was het voertuig aan de voorzijde vermoedelijk immuun voor vuur van zware machinegeweren.

## Geschiedenis
Eind jaren vijftig bestond bij het Nederlandse leger de behoefte om oude en lichte pantserwagens uit de Tweede Wereldoorlog te vervangen. Een programma van eisen werd opgesteld en het nieuwe verkenningsvoertuig diende, onder andere, een laag silhouet te hebben, snel en wendbaar te zijn, bewapend met een automatische wapen en bescherming te bieden tegen vuurwapens en granaatscherven. In het buitenland werden acht Britse voertuigen van het type Ferret aangeschaft om deze te beproeven.
Eind jaren vijftig kreeg DAF ook de opdracht een licht verkenningsvoertuig te ontwikkelen. Hierbij maakte men gebruik van zo veel mogelijk componenten van de DAF YA-126 "wapendrager" (anders dan de naam zou doen vermoeden was dit gewoon een 4x4 vrachtauto). Het voertuig kwam in 1960 gereed. Na een reeks van beproevingen werd het verkenningsvoertuig medio 1962 afgekeurd. Redenen hiervoor waren de krappe cabine waarbij de drie bemanningsleden elkaar bij de uitoefening van hun taken behoorlijk in de weg zaten. De observatiemogelijkheden onder vuur waren beperkt mede door het ontbreken van periscopen. De drie gepantserde luiken aan de voorzijde konden alleen worden gebruikt als de ruiten werden verwijderd. De uit twee delen bestaande deur gaf te weinig bescherming. Het voorgestelde wapen met een kaliber van 0,3-inch op het dak was te licht, en voor de zwaardere 0,5-inch versie was de constructie te zwak. Verder nog een reeks van kleine punten zoals het hoge geluidsniveau in het voertuig, slechte ventilatie, onvoldoende verlichting, en grote spatborden die in de weg zaten bij het terreinrijden. DAF bleef verbeteringen aanbrengen, maar dit leidde niet tot een aanvaardbaar resultaat. Twee jaar later werd het project met de YP-104 geannuleerd.
Er zijn slechts twee prototypes gemaakt. De theorie dat er drie prototypes gemaakt zijn komt vermoedelijk voort uit een foute lezing van de Encyclopedia of Armoured Cars van Crow & Icks. Deze stelt dat het prototype in 1959 klaar was en vermeldt dan een productieversie in 1960 (afmetingen 14'2" x 6'10" x 4'11") met een verbeterde opbouw gevolgd door een modificatie in 1962 die het voertuig geschikt maakte om een indirect richtbaar 20mm-snelvuurkanon te dragen. Volgens Fred Vos, Nederlands eerste pantserjournalist, is er maar één prototype gemaakt. Hij vermeldt in zijn Pantservoertuigen 1 uit 1963 dat dit de opeenvolgende kentekenregistraties FH-56-59 en KZ 99-78 bezat en geeft als afmetingen 4,33 x 2,08 x 1,50 meter. Het belangrijkste verschil tussen de eerste twee versies was de vorm van de twee schuin naar voren gerichte ramen: die waren oorspronkelijk veel groter. Détailfoto's tonen een onderstel van de twee versies dat tot in de kleinste deukjes identiek lijkt. Het heeft er dus alle schijn van dat er inderdaad maar één voertuig geweest is dat twee keer is aangepast.
De YP-104 is duidelijk in de Britse stijl gemaakt (het model wordt door Crow & Icks vergeleken met de Daimler Scout Car en door Vos met de Ferret) en weerspiegelt ook het Britse concept om de verkenning te laten uitvoeren door een grote hoeveelheid goedkope en "vervangbare" lichte voertuigen. Juist in die tijd ging de Koninklijke Landmacht echter over op een slankere organisatie met volledig gemechaniseerde eenheden; de verkenningsbataljons moesten daarbij een zo groot mogelijke slagkracht krijgen. De licht gepantserde en met één machinegeweer zeer licht bewapende YP-104 was dus ongeschikt; de modificatie uit 1962 wilde ongetwijfeld aan dit bezwaar tegemoetkomen maar de verkenningstaak zou uiteindelijk worden uitgevoerd door de M-113 C&V en de AMX-PRI, en in 1964 werd de YP-104 afgewezen. Eén voertuig bevindt zich nog op Kamp Soesterberg, in de collectie van het Regiment Technische Troepen Museum. De legende wil dat de andere begraven is op het terrein van DAF.